# Nado sincronizado no Campeonato Mundial de Esportes Aquáticos de 2011
Os eventos do nado sincronizado no Campeonato Mundial de Esportes Aquáticos de 2011 ocorreram entre 17 e 23 de julho no Shanghai Oriental Sports Center.

## Calendário
| Julho              | 16 | 17 | 18 | 19 | 20 | 21 | 22 | 23 | 24 | 25 | 26 | 27 | 28 | 29 | 30 | 31 | T |
| ------------------ | -- | -- | -- | -- | -- | -- | -- | -- | -- | -- | -- | -- | -- | -- | -- | -- | - |
| Saltos ornamentais |    | 1  | 1  | 1  | 1  | 1  | 1  | 1  |    |    |    |    |    |    |    |    | 7 |

## Eventos
| Data        | Hora (UTC+8) | Evento                                    |
| ----------- | ------------ | ----------------------------------------- |
| 17 de julho | 09:00        | Rotina técnica solo (preliminares)        |
| 17 de julho | 14:00        | Rotina técnica duetos (preliminares)      |
| 17 de julho | 17:15        | Rotina técnica solo (final)               |
| 18 de julho | 09:00        | Rotina técnica por equipes (preliminares) |
| 18 de julho | 19:00        | Rotina técnica duetos (final)             |
| 19 de julho | 09:00        | Rotina livre combinação (preliminares)    |
| 19 de julho | 14:00        | Rotina livre duetos (preliminares)        |
| 19 de julho | 19:00        | Rotina técnica por equipes (final)        |
| 20 de julho | 09:00        | Rotina livre solo (preliminares)          |
| 20 de julho | 14:00        | Rotina livre por equipes (preliminares)   |
| 20 de julho | 19:00        | Rotina livre solo (final)                 |
| 21 de julho | 19:00        | Rotina livre combinação (final)           |
| 22 de julho | 19:00        | Rotina livre duetos (final)               |
| 23 de julho | 19:00        | Rotina livre por equipes (final)          |

## Quadro de medalhas
| Ordem | País    |   |   |   |    |
| 1     | Rússia  | 7 |   |   | 7  |
| 2     | China   |   | 6 | 1 | 7  |
| 3     | Espanha |   | 1 | 5 | 6  |
| 4     | Canadá  |   |   | 1 | 1  |
| TOTAL | TOTAL   | 7 | 7 | 7 | 21 |

## Medalhistas
| Evento                           | Ouro | Ouro   | Prata | Prata  | Bronze | Bronze |
| Rotina técnica solo detalhes     | RUS Natalia Ishchenko | 98,300 | CHN Huang Xuechen | 96,500 | ESP Andrea Fuentes | 95,300 |
| Rotina livre solo detalhes       | RUS Natalia Ishchenko | 98,550 | ESP Andrea Fuentes | 96,520 | CHN Sun Wenyan | 95,840 |
| Rotina técnica dueto detalhes    | RUS Rússia Natalia Ishchenko Svetlana Romashina Alexandra Zueva (reserva) | 98,200 | CHN China Huang Xuechen Liu Ou Luo Xi (reserva) | 96,500 | ESP Espanha Ona Carbonell Andrea Fuentes | 95,400 |
| Rotina livre dueto detalhes      | RUS Rússia Natalia Ishchenko Svetlana Romashina Alexandra Zueva (reserva) | 98,410 | CHN China Jiang Tingting Jiang Wenwen | 96,810 | ESP Espanha Ona Carbonell Andrea Fuentes | 96,500 |
| Rotina técnica equipes detalhes  | RUS Rússia Anastasia Davydova Maria Gromova Elvira Khasyanova Svetlana Kolesnichenko Daria Korobova Aleksandra Patskevich Alla Shishkina Anzhelika Timanina Anisy Olkhova (reserva) Alexandra Zueva (reserva)            | 98,300 | CHN China Chang Si Huang Xuechen Jiang Tingting Jiang Wenwen Liu Ou Luo Xi Sun Wenyan Wu Yiwen Chen Xiaojun (reserva) Guo Li (reserva)                     | 96,800 | ESP Espanha Clara Basiana Alba María Cabello Ona Carbonell Marga Crespi Andrea Fuentes Thaïs Henríquez Paula Klamburg Cristina Salvador Sara Gijón (reserva) Irene Montrucchio (reserva)                                              | 96,000 |
| Rotina livre equipes detalhes    | RUS Rússia Anastasia Davydova Natalia Ishchenko Elvira Khasyanova Svetlana Kolesnichenko Daria Korobova Aleksandra Patskevich Alla Shishkina Anzhelika Timanina Maria Gromova (reserva)                                  | 98,620 | CHN China Chang Si Fan Jiachen Huang Xuechen Jiang Tingting Jiang Wenwen Liu Ou Luo Xi Wu Yiwen Chen Xiaojun (reserva) Sun Wenyan (reserva)                | 96,580 | ESP Espanha Clara Basiana Alba María Cabello Ona Carbonell Marga Crespi Andrea Fuentes Thaïs Henríquez Paula Klamburg Irene Montrucchio Sara Gijón (reserva) Cristina Salvador (reserve)                                              | 96,090 |
| Combinação rotina livre detalhes | RUS Rússia Anastasia Davydova Maria Gromova Natalia Ishchenko Elvira Khasyanova Svetlana Kolesnichenko Daria Korobova Aleksandra Patskevich Svetlana Romashina Alla Shishkina Anzhelika Timanina Anisy Olkhova (reserva) | 98,470 | CHN China Chang Si Chen Xiaojun Fan Jiachen Guo Li Huang Xuechen Liu Ou Luo Xi Sun Wenyan Wu Yiwen Yu Lele Jiang Tingting (reserva) Jiang Wenwen (reserva) | 96,390 | CAN Canadá Genevieve Belanger Marie-Pier Boudreau Gagnon Stephanie Durocher Jo-Annie Fortin Chloe Isaac Stephanie Leclair Tracy Little Elise Marcotte Karine Thomas Valerie Welsh Gabrielle Cardinal (reserva) Erin Willson (reserva) | 96,150 |